# مسجد شاه‌ولی
مسجد شاه ولی (مسجد امام) مربوط به سدهٔ ۸ ه.ق است و در تفت، محله بازار واقع شده‌است. این اثر در تاریخ ۲۳ اسفند ۱۳۴۶ با شمارهٔ ثبت ۷۷۱ به‌عنوان یکی از آثار ملی ایران به ثبت رسیده‌است.

## توضیحات
مسجد شاه ولی معروف به مسجد جامع تفت ، در میدان مرکزی و خیابان ساحلی شهر تفت واقع شده است. بنای این مسجد، از خشت و آجر و مزین به کاشی های قدیمی و زیباست که گرمخانه‌ ای در ضلع غربی با طاق و تویزه آجری کاربندی شده و یک شبستان زمستانی و تابستانی با ایوان‌ هم دارد.
بر سر در ورودی مسجد شاه ولی درب آهنی بزرگی نصب شده که با کاشی های رنگین در دور تا دور آن مزین گردیده است. پنجره های مشبک کاشی کاری شده ای در دو طرف این سردر وجود دارد که یک درب کوچک چوبی خراطی شده با نقوش هندسی و مشبک به همراه کتیبه ای قرآنی، در آن قرار داده شده است.
مسجد شاه ولی یک محراب ساده دارد که با کتیبه سنگی کاملا سفید مربوط به سال ۸۷۳ هجری پوشیده شده و بر روی آن آیات قرآنی حک گردیده است. چند نقش و نگار تزئینی در وسط محراب، سه کتیبه سنگی و پنجره مشبک کاشی کاری شده هم در بالای آن دیده می شود، منبری چوبی نیز در کنار این محراب با نقش ستاره داوود جلوه گری می کند.
سرتاسر مسجد شاه ولی تفت تا ارتفاع یک متری دارای کاشی کاری با اشکال فیروزه ای رنگ شش ضلعی و در قاب کاشی معرق، طراحی گردیده اند. 
اهمیت این بنا، در شیوه برپا کردن گنبد آجری و دو پوسته پیوسته آن با کاربندی های زیبا می باشد که زمینه ۴ گوشه آن، بدون هیچ چین و شکنجی گرد شده است. 
این مسجد کمی پیش از زمان جهانشاه قره قویونلو ساخته شده‌است.
همانند مسجد کبود تبریز در بین دو شیوهٔ آذری و اصفهانی ساخته شده.
گنبد آن دو پوسته پیوسته‌است و روی کاربندی نهاده شده و زمینهٔ چهار گوشهٔ آن بی هیچ چین و شکنجی چنبره و گرد شده‌است.
درگاه‌ها و روزن‌های آن بسیار خوش‌اندام و زیباست.
برخی آرایه‌های آن فروریخته و گج اندود شده‌است.